# Земля и люди
«Земля и люди» — советский фильм 1955 года режиссёра Станислава Ростоцкого по мотивам рассказов Г. Троепольского «Записки агронома».
Фильм вышел в прокат 10 февраля 1956 года, став одним из лидеров проката в СССР — его посмотрели 24 200 000 зрителей.

## Сюжет
Об отстающем колхозе в канун решительной перестройки руководства сельским хозяйством в 1950-е годы.
По рассказам «Записки агронома» Г. Троепольского, его литературному дебюту, которые были опубликованы в 1953 году в № 3 журнала «Новый мир».

Сюжет таил в себе все задатки заурядного «производственного» фильма с шаблонной в те годы коллизией: начальник — консерватор, его подчиненный — новатор. Но авторы шли не от литературной схемы, а от самой жизни, и это спасло фильм. Жанр фильма близок к очерку, публицистичен в своей сюжетной основе.
Агроном Шуров видя, что агротехническая инструкция сева устарела и не соответствует условиям решился вопреки приказанию председателя колхоза, самодура и бюрократа Самоварова, провести весенний сев «применительно к местным условиям». Рядовые колхозники поддерживают агронома, но Самоваров при поддержке председателя райисполкома Дубина, решает отдать агронома за самовольничество под суд. Однако, вновь назначенный секретарь райкома Попов признает метод Шурова целесообразным, Самоварова и Дубина снимают с работы, а Шурова избирают председателем колхоза.

## В ролях
- Алексей Егоров — Шуров, Пётр Кузьмич, агроном
- Елена Батенина — Тося Ельникова, влюблена в Шурова
- Пётр Чернов — Попов, секретарь райкома
- Владимир Иванов — Алёша Пшеничный (Пшеничкин?)
- Римма Шорохова — Настя
- Владимир Ратомский — Терентий Петрович
- Пётр Алейников — Игнат Захарович  Ушкин
- Григорий Белов — Евсеич
- Иван Кузнецов — Катков
- Борис Ситко — Самоваров, Прохор Павлович, председатель колхоза
- Михаил Пуговкин — Гришка Хват
- Анатолий Кубацкий — Болтушок
- Вера Алтайская — Матильда
- Валентина Телегина — Марковна
- Светлана Харитонова — Домна Ушакова
- Евгений Гуров — Херувимов
- Николай Граббе — следователь
- Евгений Кудряшёв — Костя Клюев
- Пётр Константинов — Дубин
- Михаил Воробьёв — колхозник
- Иван Рыжов — пожарный
- Николай Сморчков — Петя, гармонист
- Михаил Колесников — Семён Васильевич
- Ия Арепина — студентка